# Wardair Canada
Wardair Canada war eine kanadische Charterfluggesellschaft, die ab Frühjahr 1986 auch Linienflüge durchgeführt hat und im Januar 1990 in Canadian Airlines International aufgegangen ist. Die Fluggesellschaft war nach ihrem Gründer Maxwell William Ward benannt.

## Geschichte

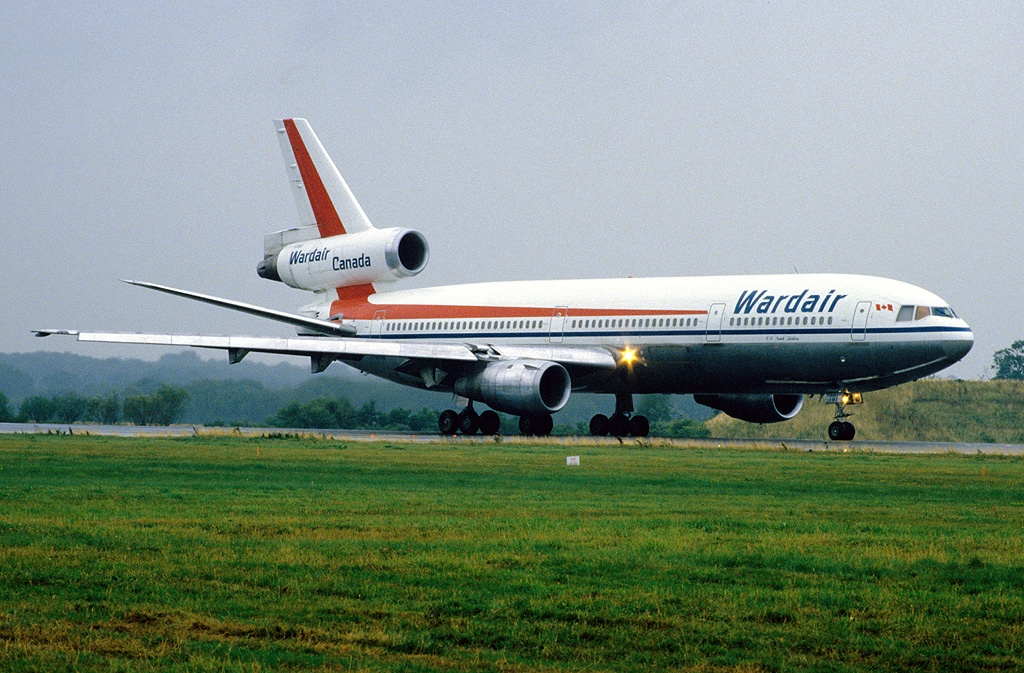
Eine McDonnell Douglas DC-10 der Wardair Canada in London-Gatwick im Jahr 1986

Maxwell W. Ward besaß von 1946 bis 1949 die in Yellowknife ansässige Polaris Charter Company, die mit einer De Havilland DH.83 Fox Moth Transportflüge in den kanadischen Nordwest-Territorien verrichtete. Im Jahr 1952 griff Ward dieses Konzept erneut auf und gründete in Edmonton die Fluggesellschaft Wardair Limited. Der Flugbetrieb wurde am 6. Juni 1953 mit einer werksneuen de Havilland Canada DHC-3 aufgenommen. Anfangs setzte Wardair nur einmotorige Flugzeuge der Typen  DHC-3 Otter und  DHC-2 Beaver auf Bedarfs- und Versorgungsflügen im nördlichen Kanada ein. Zweimotorige Frachtmaschinen des Typs Bristol 170 erweiterten ab 1958 die Flotte. 
Im Frühjahr 1962 mietete Wardair eine Douglas DC-6B (Kennzeichen: CF-PCI) von Canadian Pacific Airlines, um Affinity-Group-Charter für Vereine und Verbände anzubieten. Der erste Einsatz erfolgte am 10. Mai 1962 zwischen Calgary und Ottawa. Der erste internationale Charterflug fand am 22. Juni 1962 von Edmonton nach Kopenhagen statt. Im Sommer wurde das Flugzeug hauptsächlich auf Strecken nach Europa eingesetzt. Im Winter wurden überwiegend Ziele in Kalifornien und Mexiko angesteuert. Für die internationalen Flüge führte die Gesellschaft den Namen Wardair Canada ein, der aber erst 1975 zur offiziellen Firmenbezeichnung wurde. Am 25. April 1966 erhielt das Unternehmen das erste Strahlflugzeug, eine Boeing 727-100 (CF-FUN), und ersetzte damit die geleaste DC-6. Im Folgejahr ging Wardair an die Börse und finanzierte dadurch die Beschaffung von zwei Boeing 707-320C, die ab 1968 im Langstreckencharter zum Einsatz kamen. Die Auslieferung des ersten Großraumflugzeugs des Typs Boeing 747-100 (CF-DJC) erfolgte am 23. April 1973.
Im Jahr 1972 wurden mit der Canada UK Travel (ab 1976 Wardair UK) und der International Vacations (ab 1976 Wardair Holidays) die ersten Tochterunternehmen gegründet, über die Wardair Canada eigene Pauschalreisen und Städtetouren vermarktete. London und Manchester entwickelten sich anschließend zu den wichtigsten internationalen Zielen und wurden von Toronto, Vancouver, Winnipeg, Calgary und Edmonton aus angeflogen. Daneben wurde Hawaii zu einem bedeutenden Markt. Mit der Wardair Hawaii, Wardair Jamaica und Wardair Equipment entstanden Mitte der 1970er-Jahre weitere Tochterfirmen. 
Am 1. Januar 1976 wurde die Unternehmensgruppe umstrukturiert und die Holding Wardair International Limited gegründet, unter deren Dach die Fluggesellschaft Wardair Canada und alle anderen Tochterfirmen zusammengefasst wurden. Die Holding Wardair International verlegte im selben Jahr ihren Sitz nach Mississauga. Der Flughafen Edmonton blieb weiterhin die Heimatbasis der Fluggesellschaft Wardair Canada, obwohl die meisten Verbindungen zu dieser Zeit vom Flughafen Toronto-Pearson ausgingen. Nach der Übernahme von zwei McDonnell Douglas DC-10-30 wurden die internationalen Routen ab 1978 ausschließlich mit Großraumflugzeugen bedient. Im Oktober 1979 stellte Wardair die traditionellen Flugdienste im nördlichen Kanada ein und nutzte Propellerflugzeuge anschließend nur noch für firmeninterne Zwecke. 
Anfang 1986 erhielt Wardair Canada die Streckenrechte für nationale und internationale Linienflüge. Am 12. Mai 1986 wurde mit Beginn des Sommerflugplans ein von Toronto ausgehendes Liniennetz nach Calgary, Winnipeg, Montreal, Vancouver, Ottawa und Edmonton eingerichtet, auf dem anfänglich drei geleaste Airbus A300 zum Einsatz kamen. Im selben Jahr wurden internationale Linienflüge nach London, Manchester, Birmingham, Leeds, Prestwick, Cardiff, Newcastle sowie nach San Juan und Puerto Plata angeboten.
Im Januar 1987 bestellte das Unternehmen 12 Flugzeuge des Typs Airbus A310-300, die ab November 1987 ausgeliefert wurden und die A300 und DC-10 schrittweise ablösten. Zum weiteren Ausbau des nationalen Streckennetzes wurden 1988 Bestellungen über 12 McDonnell Douglas MD-88, 24 Fokker F-100 und zwei zusätzliche Airbus A310-300 getätigt. Nachdem im Januar 1989 bekannt geworden war, dass Canadian Airlines International Interesse an einer Fusion mit Wardair zeigte, wurde die Auslieferung der bestellten Flugzeuge zunächst verzögert und schließlich storniert. Am 28. April 1989 übernahm die Holding der Canadian Airlines, die PWA Corporation, die Fluggesellschaft Wardair Canada. Die Fluggesellschaft flog nach der Übernahme zunächst unter ihrem bisherigen Markennamen weiter, bis sie am 15. Januar 1990 vollständig in die Canadian Airlines International integriert wurde.

## Flotte

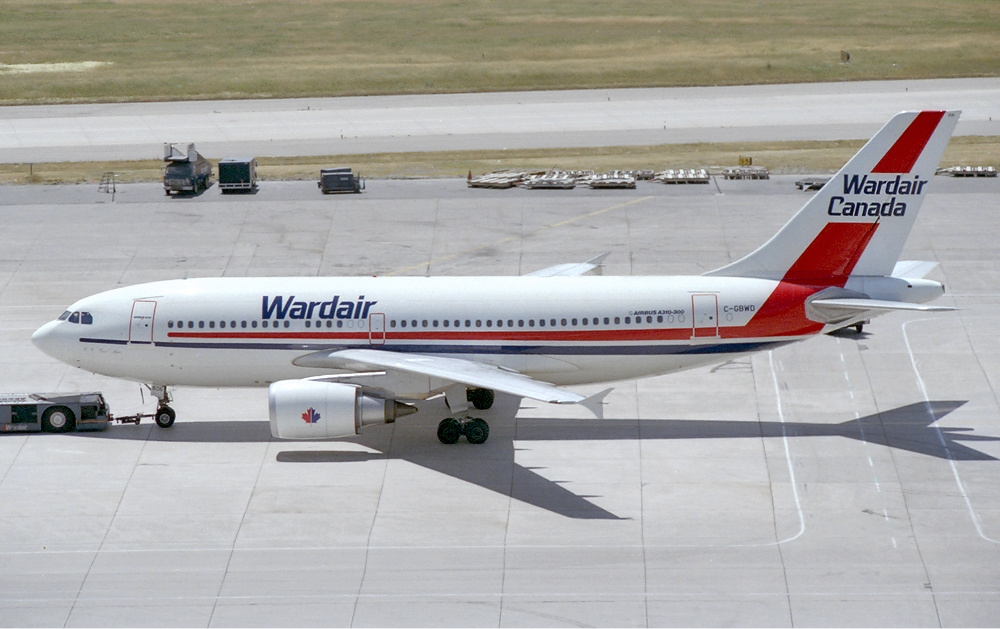
Ab 1987 setzte Wardair Canada Flugzeuge des Typs Airbus A310 ein

- Airbus A300B4-203 (1986 bis 1988)
- Airbus A310-304 (1987 bis 1990)
- Boeing 707-320C (1968 bis 1978)
- Boeing 727-100 (1966 bis 1973)
- Boeing 747-100 und Boeing 747-200 (1973 bis 1990)
- Bristol 170 (1958 bis 1977)
- de Havilland Canada DHC-2 Beaver (1954 bis 1968)
- de Havilland Canada DHC-3 Otter (1953 bis 1971)
- de Havilland Canada DHC-6 Twin Otter (1970 bis 1979 sowie 1981 bis 1988)
- de Havilland Canada DHC-7 (1978 bis 1979)
- Douglas DC-6B (1962 bis 1966)
- Grumman Gulfstream I (1979 bis 1980)
- McDonnell Douglas DC-10-30 (1978 bis 1988)
- Mitsubishi MU-2 (1975 bis 1977)[10]

## Zwischenfälle
- Am 3. Mai 1970 brach eine Bristol 170 Mk.31M der Wardair (Luftfahrzeugkennzeichen CF-WAG) am Großen Sklavensee, Kanada, durch das Eis des eigentlich zugefrorenen Sees und konnte nicht mehr geborgen werden. Personen kamen nicht zu Schaden.[11]